# 山口市立大殿中学校
山口市立大殿中学校（やまぐちしりつおおどのちゅうがっこう）は、山口県山口市にある公立中学校。

## 沿革
（沿革節の主要な出典は公式サイト）

### 略歴
1949年（昭和24年）5月に、山口市立亀山中学校、山口市立白石中学校、山口市立東山中学校の三中学校を統合する形で、山口市立大殿中学校、山口市立白石中学校の両中学校を設置。

### 年表
- 1949年（昭和24年）
  - 5月 : 大殿中学校を設置。
  - 6月 : 大殿中学校開校式。（旧制山口二中校舎）
  - 7月 : 校章、校旗制定。
- 1949年(昭和25年)11月 : 校歌制定。作詞 : 氏原大作、作曲 : 信時潔[2]。
- 1953年（昭和28年）10月 ：礼法・家庭科室及び理科室、音楽室、準備室が竣工。
- 1961年（昭和36年）3月 : 校舎改築第1期工事竣工（北校舎）。
- 1962年（昭和37年）3月 : 校舎改築第2期工事竣工。
- 1963年（昭和38年）
  - 4月 : 校舎改築第3期工事竣工（南校舎）。
  - 11月 : 校舎改築第4期工事竣工（体育館、音楽室）。
- 1964年（昭和39年）7月 : プール完成。
- 1972年（昭和47年）5月 : 運動場拡張造成工事完了。
- 1975年（昭和50年）4月 : 病弱学級を日赤病院内に開設。
- 1994年（平成6年）9月 : 北校舎大規模改修工事完了。
- 1995年（平成7年）9月 : 南校舎大規模改修工事完了。
- 1996年（平成8年）9月 : 技術・家庭科棟新築工事完了。
- 1998年（平成10年）
  - 2月 : 大殿学校給食共同調理場新築工事完了（山口市立宮野中学校と親子方式）。
  - 4月 : 学校給食（完全）開始。
- 2002年（平成14年）3月 : 体育倉庫改築完了。
- 2004年（平成16年）7月 : 北校舎ベランダ改修工事・自転車置場増築工事完了。
- 2006年（平成18年）4月 : 肢体不自由学級設置。
- 2008年（平成20年）7月 : 自転車置場1棟増設。
- 2011年（平成23年）4月 : 校舎改築第1期工事竣工（南校舎）。
- 2012年（平成24年）7月 : 校舎改築第2期工事竣工（北校舎）。
- 2013年（平成25年）8月 : 屋内運動場完成。
- 2014年（平成26年5月） : 正門完成。

## 部活動
（部活動節の主要な出典は公式サイト）

### 運動部
- サッカー部（男子）
- ソフトテニス部（女子)
- ソフトテニス部（男子）
- 卓球部（男子）
- バスケットボール部（女子）
- バドミントン部（女子)
- バレーボール部（女子）
- 野球部（男子）

### 文化部
- 美術部(男女)
- 吹奏楽部(男女)

## 交通
- 鉄道
  - 上山口駅（西日本旅客鉄道〈JR西日本〉山口線） - 徒歩で約10分[4]

## 周辺
- 野田学園中学校・高等学校
- 聖サビエル記念公園
- 今八幡宮
- 豊榮神社・野田神社
- 八坂神社 (山口市)
- 山口県護国神社
- 山口市菜香亭